# 京都府の重要文化財一覧
京都府の重要文化財一覧（きょうとふのじゅうようぶんかざい いちらん）
本項は、日本国の文化財保護法に基づき同国の文部科学大臣が指定した重要文化財（美術工芸品）の一覧である。本項には京都府所在分を収録する。

## 凡例

### 収録対象
- 本一覧の収録対象は、日本の文化財保護法第27条第1項に基づき文部科学大臣が指定した重要文化財のうち、「美術工芸品」に分類されるものである。重要文化財のうち「建造物」については、本一覧には収録していない。
- 当地域にある重要文化財建造物については、別項「京都府にある建造物の重要文化財一覧」を参照。
- ○印を付した物件は国宝である。なお、文化財保護法の規定では、国宝は重要文化財指定物件のうちから指定することとされている（同法第27条第2項）。
- 3件以上の重要文化財を有する社寺、博物館等で、ウィキペディア日本語版に記事があり、かつ、記事中に当該社寺等所有の文化財一覧が含まれている場合は、当該記事へのリンクのみを掲載した。これに該当する社寺、博物館等については、「一覧(1)」としてまとめた。
- 所有者が宗教法人・公益法人以外の法人（株式会社等）である場合は、法人名を省略し、単に「法人」と表記した。ただし、当該法人がギャラリー、資料館等を開設し、自ら文化財の公開を行っている場合はこの限りでない。
- 所有者の住所と文化財の保管場所とは必ずしも同一とは限らない。また、社寺、個人等所有の国宝・重要文化財については、国立・県立の博物館等に寄託されているものが多い。
- 文化庁の調査により「所在不明」とされている重要文化財については、「（所在不明）」と記し、旧所在地の都道府県の欄に収録した。[1]

### 典拠
- 2000年までの指定物件については文化庁編『国宝・重要文化財総合目録』（第一法規、1980）および『国宝・重要文化財大全 別巻』（所有者別総合目録・名称総索引・統計資料）（毎日新聞社、2000）を典拠とし、それ以降の新規指定、名称変更等については官報告示による。なお、所有者・所在場所の変更については、移動先の地方公共団体の文化財一覧、博物館の公式サイト等によって確認できる場合には、それを反映している。
- 個人所有物件については、原則的には『国宝・重要文化財大全 別巻』（所有者別総合目録・名称総索引・統計資料）に基づき、該当する都道府県の欄の最後に記載した。ただし、県境を越えての移動、個人から博物館等への所蔵先変更が、移動先の地方公共団体の文化財一覧、博物館の公式サイト等によって確認できる場合には、それを反映している。

## 京都市

### 一覧 (1)
3件以上の重要文化財を有する社寺、博物館等で、ウィキペディア日本語版に記事があり、かつ、記事中に当該社寺、博物館等所有の文化財一覧が含まれているものについては、本欄に記載する。
以下の社寺、博物館等が所蔵する重要文化財については、リンク先の当該社寺、博物館等の項目を参照のこと。
あ行
安楽寿院、円光寺、黄梅院
か行
勧修寺、北野天満宮、北村美術館、京都国立博物館、京都府立京都学・歴彩館、清水寺、鞍馬寺、建勲神社（→「た行」）、建仁寺、高山寺、高台寺、高桐院、広隆寺、金地院
さ行
三十三間堂（所有者は妙法院）、三千院、聖護院、相国寺、勝持寺、承天閣美術館（所有者は相国寺）、正伝寺、上品蓮台寺、青蓮院、神光院、神護寺、真珠庵、真正極楽寺、随心院、清凉寺、泉屋博古館、泉涌寺、禅林寺
た行
大覚寺、退耕庵、醍醐寺、大仙院、退蔵院、大徳寺、大報恩寺、建勲神社、檀王法林寺、知恩院、知恩寺、智積院、長福寺、月輪寺、天授庵、天龍寺、東寺、東福寺、豊国神社
な行
南禅寺、西本願寺、二尊院、仁和寺、野村美術館
は行
東本願寺（所有者は真宗大谷派）、毘沙門堂、平等寺、藤井斉成会有鄰館、峰定寺、法界寺、法金剛院、細見美術館（細見美術財団）、本禅寺、本能寺、本法寺
ま行
曼殊院、万寿寺、壬生寺、妙顕寺、妙心寺、妙法院、妙蓮寺
やらわ行
八坂神社、陽明文庫、来迎院 (京都市左京区)、龍光院、霊雲院（東山区）、冷泉家時雨亭文庫、鹿王院、鹿苑寺、六波羅蜜寺、廬山寺

### 一覧 (2)
一覧 (1) に記載した以外の社寺等所有の文化財については本欄に記載する。
京都府
- 京都府立京都学・歴彩館保管分については同館の項を参照

京都府（京都文化博物館管理）
- 紙本淡彩柳下童子図 池大雅筆 八曲一隻

京都府（京都府埋蔵文化財調査研究センター保管）
- 京都府聚楽第跡出土金箔瓦
- 京都府奈具岡遺跡出土品（弥生時代）

京都府（京都府立盲学校・京都府立聾学校保管）
- 京都盲唖院関係資料

京都市（京都国立博物館寄託）
- 紙本金地著色舞踊図 六曲小屏風一隻
- 木造地蔵菩薩立像 永仁三年銘
- 銅造不動明王立像 建治二年銘
- 毛詩正義（秦風残巻）4枚
- 宋版纂図互註尚書（普門院本）4冊

京都市（京都市考古資料館保管）
- 平安宮豊楽殿跡出土品

京都市（京都市歴史資料館保管）
- 兵庫北関入船納帳
- 岩倉具視関係資料

京都市（二条城所在）
- 二条城二之丸御殿障壁画

京都市（京都市京セラ美術館保管）
- 絵になる最初 竹内栖鳳筆 大正2年 絹本著色

京都国立博物館（国立文化財機構）
- 京都国立博物館所蔵文化財一覧を参照。

玉鳳院 右京区花園妙心寺町
- 木造玩具船（豊臣棄丸所用）

天授院 右京区花園妙心寺町
- 法華経譬喩品

龍泉庵 右京区花園妙心寺町
- 紙本墨画猿猴図 長谷川等伯筆 2幅

東海庵 右京区花園妙心寺町
- 紙本水墨瀟湘八景図 伝狩野元信筆 4幅
- 絹本著色十六羅漢像
- 絹本淡彩花鳥図 陳子和筆 2幅
- 孝明天皇宸翰徽号勅書

霊雲院 右京区花園妙心寺町
- 紙本水墨淡彩山水花鳥図 伝狩野元信筆 49幅
- 後奈良天皇宸翰円満本光国師号勅書

聖沢院 右京区花園妙心寺町
- 絹本著色摩利支天像

天球院 右京区花園妙心寺町
- 方丈障壁画 152面
  - 紙本金地著色竹虎図 襖貼付16、戸襖貼付4（室中）
  - 紙本金地著色梅遊禽図 襖貼付8、戸襖貼付10（上二之間）
  - 紙本金地著色籬草花図 襖貼付8、戸襖貼付10（下二之間）
  - 紙本金地著色牡丹・槇図 襖貼付2（仏壇之間）
  - 紙本金地著色牡丹唐獅子図 仏壇小襖貼付4（仏壇之間）
  - 紙本墨画竹叭々鳥図 襖貼付8（仏壇之間）
  - 紙本墨画山水人物図 襖貼付7、障子腰貼付4、壁貼付1、床貼付4、違棚貼付7、同天袋貼付4、附書院貼付3、同障子腰貼付4（上一之間）
  - 紙本墨画山水人物図 襖貼付9、戸襖貼付4、壁貼付1、床貼付4（下一之間）
  - 紙本墨画山水人物図 襖貼付2（眠蔵）
  - 著色杉戸絵牡丹図4、枯木鳥図2、瀑布楓図2、梅鷹図4、人物図2、草花図1、盆栽図1、鶏図2、林和靖図2、雪雀図2、竹図2、竹鶏図2、花籠図2、附：杉戸絵4面
- 法華経陀羅尼品

春光院 右京区花園妙心寺町
- 銅鐘（南蛮寺鐘）
- 絹本著色東方朔奪桃図

隣華院 右京区花園妙心寺町
- 紙本墨画山水図（方丈室中襖貼付）伝長谷川等伯筆 20面
- 木造豊臣棄丸坐像

大心院 右京区花園妙心寺町
- 絹本著色羅漢像

春浦院 右京区花園坤南町
- 紙本著色福富草紙 2巻

智勝院 右京区花園妙心寺町
- 絹本著色稲葉一鉄像 天正十七年玉甫紹琮賛

壽聖院 右京区花園妙心寺町
- 絹本著色石田正継像 文禄三年伯蒲慧稜賛

 桂春院  右京区花園寺ノ中町　
- 無明慧性墨蹟

地蔵院 右京区花園扇野町
- 木造地蔵菩薩坐像

袋中庵 右京区花園円成寺町
- 琉球神道記 上下（袋中自筆本）

西光寺 右京区太秦多藪町
- 木造阿弥陀如来坐像

法雲院 右京区太秦蜂岡町
- 寂室元光消息

 龍安寺  右京区竜安寺御陵下町　
- 太平記12冊

遍照寺 右京区嵯峨広沢西裏町
- 木造不動明王坐像
- 木造十一面観音立像

宝筐院 右京区嵯峨釈迦堂門前南中院町
- 絹本著色足利義詮像

 愛宕念仏寺  右京区嵯峨鳥居本深谷町　
- 木造千観内供坐像

妙智院 右京区嵯峨天龍寺芒ノ馬場町
- 絹本著色夢窓国師像 無等周位筆
- 絹本著色策彦和尚像
- 策彦入明記録及送行書画類 14種

三秀院 右京区嵯峨天龍寺芒ノ馬場町
- 白地二重蔓牡丹文金襴九条袈裟

慈済院 右京区嵯峨天龍寺芒ノ馬場町
- 絹本著色足利義持像
- 絹本著色夢窓疎石像（観応二年自賛）・絹本著色無極志玄像（延文四年自賛（空谷明応筆））
- 蘇芳地連雲文金襴袈裟

弘源寺 右京区嵯峨天龍寺芒ノ馬場町
- 木造毘沙門天立像

福田美術館　右京区嵯峨天龍寺芒ノ馬場町
- 絹本著色于公高門図 渡辺崋山筆
- 紙本著色草花図 六曲一隻 深江芦舟筆

 愛宕神社  右京区嵯峨愛宕町　
- 革包太刀（笹丸）則宗の銘あり

 妙光寺 　右京区宇多野上ノ谷町　
- 黄地花入菱花鳥文唐綾九条袈裟（無本覚心所用）永仁二年墨書

慰称寺 右京区梅ヶ畑檜社町
- 木造地蔵菩薩立像

西明寺 右京区梅ケ畑槇尾町
- 木造釈迦如来立像
- 木造千手観音立像

 常照皇寺  右京区京北井戸町丸山　
- 木造阿弥陀如来及両脇侍坐像

中道寺 京都市右京区京北上中町筒江口
- 木造増長天立像

福徳寺 京都市右京区京北下中町寺ノ下
- 木造薬師如来坐像
- 木造持国天・増長天立像

 法輪寺  西京区嵐山虚空蔵山町　
- 木造持国天・多聞天立像

 松尾大社  西京区嵐山宮町　
- 木造神像 3躯（男神坐像1、女神坐像2）

 西芳寺  西京区松尾神ケ谷町　
- 絹本著色夢窓疎石像

 地蔵院  西京区山田北ノ町　
- 銅造千手観音坐像

本願寺西山別院 西京区川島北裏町
- 本堂障壁画 8面
  - 紙本金地著色松に藤図 襖貼付4
  - 紙本金地著色桜に牡丹図 襖貼付4

 善峯寺  西京区大原野小塩町　
- 絹本著色大元帥明王像

 正法寺  西京区大原野南春日町　
- 木造千手観音立像

願徳寺（宝菩提院） 西京区大原野南春日町
- ○木造菩薩半跏像
- 木造薬師如来立像

喜春庵 西京区大原野上里南町
- 木造十一面観音立像

 大蓮寺  左京区二条通東大路西入一筋目下る正往寺町　
- 木造薬師如来立像

西方寺 左京区東大路通二条下る北門前町
- 木造阿弥陀如来坐像

 頂妙寺  左京区仁王門通川端東入大菊町　
- 紙本墨画牛図 双幅 俵屋宗達筆 烏丸光広賛

 要法寺  左京区新高倉通孫橋上る法皇寺町　
- 金銅蓮華唐草文透彫経箱

南禅院 左京区南禅寺福地町
- 木造亀山法皇坐像
- 木造一山一寧坐像

聴松院 左京区南禅寺福地町
- 絹本著色細川蓮丸像
- 絹本著色天境霊致像

牧護庵 左京区南禅寺福地町
- 絹本著色約翁徳倹像

平安神宮 左京区岡崎西天王町
- 京都電気鉄道電車（京都市交通局二号電車）明治44年、梅鉢鉄工場製[3][4]

満願寺 左京区岡崎法勝寺町
- 絹本著色三仏諸尊集会図 趙璚（王偏に「矞」）筆

神慈秀明会 左京区鹿ケ谷下宮ノ前町
- MIHO MUSEUM（滋賀県）の項を参照。

金戒光明寺 左京区黒谷町
- 紙本著色山越阿弥陀図・地獄極楽図
- 木造千手観音立像

積善院 左京区聖護院中町
- 木造不動明王立像

善導院 左京区田中門前町
- 木造善導大師立像

京都大学 左京区吉田本町
- 京都大学総合博物館保管分は同館の項を参照。
- ○今昔物語集 9冊（附属図書館保管）
- 万葉集巻十六（尼崎本）1帖（附属図書館保管）
- 古今集注 藤原教長撰 2帖（附属図書館保管）
- 中庸（朱熹章句） 1冊（附属図書館保管）
- 孝経述議 2冊（附属図書館保管）
- 周礼疏（単疏本）（附属図書館保管）
- 清原家家学書 31種（附属図書館保管）
- 幼学指南鈔（巻第七、第二十二中） 2帖（附属図書館保管）
- 兵範記 25巻（自筆本19、古写本6）附:新写本24巻（附属図書館保管）
- 範国記 長元九年夏秋冬記（附属図書館保管）
- 知信記 天承二年春記（附属図書館保管）
- ジョサイア・コンドル建築図面 468枚（建築学科保管）
- 安祥寺資財帳 至徳二年賢宝書写奥書（文学研究科図書館保管）

 法然院  左京区鹿ケ谷御所ノ段町　
- 金地著色桐に竹図（方丈上の間、床間貼付3、襖4）・若松図（方丈上の間、違棚壁貼付3）・槇に海棠図（方丈次の間、襖4）計14面（附:金地著色松図 二曲屏風一双）

 慈照寺  左京区銀閣寺町
- 絹本著色春屋妙葩像

関雪記念財団 左京区浄土寺石橋町（白沙村荘所在）
- 木造地蔵菩薩立像

 林丘寺  左京区修学院林ノ脇　
- 林丘寺御手鑑

悟心会（宗教法人） 左京区一乗寺葉山町
- 金銅山王本地仏懸仏

 崇道神社  左京区上高野西明寺山　
- ○金銅小野毛人墓誌

新町地蔵保存会 左京区下鴨松ノ木町
- 木造地蔵菩薩坐像

長源寺 左京区岩倉長谷町
- 木造薬師如来立像

 心光院  左京区岩倉下在地町　
- 木造阿弥陀如来及両脇侍坐像

 円通寺  左京区岩倉幡枝町　
- 霊元天皇宸翰消息

 妙満寺  左京区岩倉幡枝町　
- 法華経要文和歌懐紙（光厳天皇宸翰等二十首）

愛染院 左京区岩倉幡枝町
- 木造十一面観音立像

 実相院  左京区岩倉上蔵町　
- 仮名文字遣 後陽成天皇宸翰

 由岐神社  左京区鞍馬本町　
- 石造狛犬

鞍馬法師大惣仲間 左京区鞍馬本町
- 白糸威褄取鎧 2領

八瀬童子会 左京区八瀬秋元町
- 八瀬童子関係資料

妙伝寺 左京区八瀬近衛町
- 木造十一面観音立像

 勝林院  左京区大原勝林院町
- 梵鐘

 寂光院  左京区大原草生町　
- 木造地蔵菩薩立像（焼損）・像内納入品

 阿弥陀寺  左京区大原古知平町　
- 木造阿弥陀如来坐像

 本満寺  上京区寺町通今出川上る二丁目鶴山町　
- 紺紙金字一字宝塔法華経・観普賢経 9巻

仏陀寺 上京区寺町通今出川上る三丁目鶴山町
- 木造阿弥陀如来坐像

 十念寺  上京区寺町通今出川上る三丁目鶴山町　
- 紙本著色仏鬼軍絵巻

 西園寺  上京区寺町通鞍馬口下る高徳寺町　
- 木造阿弥陀如来坐像

光源院 上京区今出川通烏丸東入上る相国寺門前町
- 絹本著色妙葩和尚像

慈照院 上京区今出川通烏丸東入上る相国寺門前町
- 絹本著色二十八部衆像 2幅
- 紙本墨画達磨像 牧松筆
- 絹本著色地蔵菩薩像 東林筆 無逸克勤賛
- 慈照院諒闇摠簿
- 灰釉四脚壺

大通院 上京区今出川通烏丸東入上る相国寺門前町
- 竺仙梵僊墨蹟

大光明寺 上京区今出川通烏丸東入上る相国寺門前町
- 絹本著色羅漢像

同志社 上京区今出川通烏丸東入玄武町
- 二条家文書（即位灌頂）58通[5]

宝慈院 上京区衣棚通寺之内上る下木下町
- 木造阿弥陀如来坐像
- 木造無外如大坐像

大聖寺 上京区烏丸通今出川上る御所八幡町
- 絹本著色一翁院豪像
- 無外如大筆譲状

 三時知恩寺  上京区新町通上立売下る上立売町　
- 絹本著色近衛予楽院（家熙）像（附:自筆阿弥陀経）

 妙覚寺  上京区上御霊前通小川東入下清蔵口町　
- 盂蘭盆御書 日蓮筆
- 木造日蓮坐像 院興作[6]

不審庵 上京区小川通寺之内上る本法寺前町
- 絹本著色千利休像 文禄四年春屋宗園賛
- 瀬戸黒茶碗（小原木）

今日庵 上京区小川通寺之内上る本法寺前町
- 赤楽茶碗（太郎坊）長次郎作

報恩寺 上京区小川通寺之内下る射場町
- 木造諸尊仏龕（北宋）
- 厨子入木造阿弥陀如来及両脇侍立像・厨子入千躰地蔵菩薩像（附:厨子入木造大黒天立像）
- 梵鐘

 白峯神宮  上京区今出川通堀川東入飛鳥井町　
- 絹本著色崇徳上皇像（附:随身像）

興聖寺 上京区堀川通寺之内上る二丁目上天神町
- 紙本墨画寒山拾得図 曾我蕭白筆
- 絹本著色兜率天曼荼羅図

雨宝院 上京区上立売通智恵光院西入聖天町
- 木造千手観音立像

本隆寺 上京区智恵光院通五辻上る紋屋町
- 法花玄論 10巻
- 法華経（開結共）（金銀箔散料紙）10巻

 石像寺  上京区千本通上立売上る花車町　
- 石造阿弥陀如来及両脇侍像・石造弥勒仏立像

 浄土院  上京区今出川通千本西入南上善寺町　
- 木造阿弥陀如来坐像 永長元年銘

立本寺 上京区七本松通仁和寺街道上る一番町
- 紺紙金銀泥法華経宝塔曼荼羅図 8幅
- 法華経并観普賢経（藍紙） 7巻

 宥清寺  上京区一条通七本松西入滝ケ鼻町　
- 木造日蓮坐像

西方寺 上京区今出川通七本松西入真盛町
- 絹本著色観経曼荼羅図

樂美術館 上京区油小路通一条下る油橋詰町
- 二彩獅子 天正二年長次郎作
- 黒楽茶碗（青山） 道入作

浄福寺 上京区浄福寺通一条上る笹屋町
- 絹本著色阿弥陀三尊二十五菩薩来迎図 2幅
- 絹本著色十王像

 清和院  上京区七本松通一条上る一観音町　
- 木造地蔵菩薩立像

 大将軍八神社  上京区一条通御前西入三丁目西町　
- 木造大将軍神像 80躯

白雲神社 上京区京都御苑
- 木造弁才天坐像

清浄華院 上京区寺町通広小路上る北之辺町
- ○絹本著色阿弥陀三尊像 普悦筆
- 紙本著色泣不動縁起

報土寺 上京区仁和寺街道六軒町西入四番町
- 木造阿弥陀如来立像 正嘉二年銘

玉蔵院 上京区出水通六軒町東入七番町
- 絹本著色芦葉達磨図 固山一鞏賛

選仏寺 上京区御前通西裏上ノ下立売上る北町
- 絹本著色中峰和尚像

下御霊神社 中京区寺町通丸太町下る下御霊前町
- 霊元天皇宸翰祈願文

矢田寺 中京区寺町通三条上る天性寺前町
- 紙本著色矢田地蔵縁起 2巻

天性寺 中京区寺町通三条上る天性寺前町
- 絹本墨画白衣観音図 明兆筆

誓願寺 中京区新京極通三条下る桜之町
- 絹本著色誓願寺縁起 3幅
- 木造毘沙門天立像

古代学協会 中京区三条通高倉西入菱屋町
- 源氏物語（青表紙本）53冊

頂法寺 中京区六角通東洞院西入堂之前町
- 木造毘沙門天立像
- 池坊専好立花図（93図）（著色）自寛永五年至同十二年 附:寛永六年紫宸殿立花御会席割指図（5通）

（株）千總 中京区三条通烏丸西入御倉町（千總ギャラリー保管）
- 紙本著色保津川図 八曲一双 円山応挙筆
- 紙本著色花鳥写生図 2巻 円山応挙筆

友禅史会 中京区三条通烏丸西入御倉町 株式会社千總内
- 紋縮緬地熨斗文友禅染振袖

浄妙山保存会 中京区六角通烏丸西入骨屋町
- 黒韋威肩白胴丸 大袖・喉輪付（附 鉄製臑当）

橋弁慶山保存会 中京区蛸薬師通烏丸西入橋弁慶町
- 黒韋威肩白胴丸 大袖付（附:喉輪、脇引、籠手、臑当、宝幢佩楯）

鯉山保存会 中京区室町通六角下る鯉山町
- 祇園会鯉山飾毛綴 3枚

 神泉苑  中京区御池通神泉苑東入門前町　
- 木造不動明王坐像

蓮光院 中京区姉小路通大宮西入姉西町
- 木造不動明王坐像

立命館 中京区西ノ京朱雀町（立命館大学アートリサーチセンター保管）
- 紫紙金字法華経 巻第一
- 鑑真和上三異事 保延七年書写奥書
- 虎関師錬墨蹟 檀渓字号
- 東寺長者補任 3巻
- 法華経要文和歌懐紙（光厳天皇宸翰等23首）

透玄寺 下京区寺町通綾小路下る中之町
- 木造如意輪観音坐像（附:像内納入品）

 佛光寺  下京区高倉通仏光寺下る新開町　
- 木造聖徳太子立像 湛幸作

佛光寺・長性院（共有）下京区高倉通仏光寺下る新開町　
- 紙本著色一流相承系図 2巻

光薗院 下京区高倉通仏光寺下る新開町
- 木造阿弥陀如来立像

大行寺 下京区仏光寺通高倉東入る西前町
- 木造阿弥陀如来立像 快慶作

長香寺 下京区高倉通松原下る樋之下町
- 絹本著色観経十六観変相図

鶏鉾保存会 下京区室町通綾小路上る鶏鉾町
- 祇園会鶏鉾飾毛綴

函谷鉾保存会 下京区四条通室町東入函谷鉾町
- 祇園会函谷鉾飾毛綴

芦刈山保存会 下京区綾小路通油小路東入芦刈山町
- 綾地締切蝶牡丹文片身替小袖

西往寺 下京区高辻通大宮西入坊門町
- 木造宝誌立像

 金光寺  下京区六条通河原町西入本塩竈町　
- 紙本著色遊行上人絵巻 4巻

長講堂 下京区富小路通五条下る本塩竈町
- 木造阿弥陀如来及び両脇侍像
- 木造後白河法皇坐像

西念寺 下京区高倉通五条下る堺町
- 絹本著色仏涅槃図

 角屋保存会 下京区西新屋敷揚屋町　
- 紙本金地墨画淡彩紅白梅図 与謝蕪村筆 襖貼付4面・四曲屏風1隻

 京都鉄道博物館 下京区観喜寺町（大阪市北区芝田 西日本旅客鉄道株式会社所有）
- 二三三号機関車 明治36年度汽車製造合資会社製

勝光寺 下京区中堂寺西寺町
- 木造観音菩薩立像[3][4]

並河靖之有線七宝記念財団 東山区三条通北裏白川筋東入堀池町
- 鏡鞍

 仲源寺  東山区四条通大和大路東入祇園町南側　
- 木造千手観音坐像

大雲院 東山区祇園町南側
- 絹本著色前田玄以像
- 正親町天皇宸翰消息

浄土宗（宗教法人） 東山区新橋通大和大路東入三丁目林下町
- 木造阿弥陀如来立像（附:像内納入品）（京都国立博物館保管）

一心院 東山区新橋通大和大路東入三丁目林下町
- 絹本著色阿弥陀如来像

長楽寺 東山区八坂鳥居前東入円山町
- 木造時宗祖師像7躯（智真（一遍）立像、真教倚像、一鎮坐像、尊明坐像、太空坐像、尊恵坐像、暉幽坐像）
- 遊行歴代他阿弥陀仏書状類（24通）23巻（附：寛永三年歴代他阿上人書状目録）

 雙林寺 　東山区高台寺門前通下河原東入鷲尾町　
- 木造薬師如来坐像

 圓徳院  東山区下河原通八坂鳥居前下る下河原町　
- 紙本墨画山水図 32面 伝長谷川等伯筆

 法観寺  東山区八坂通下河原東入八坂上町　
- 紙本著色八坂塔絵図（法観寺参詣曼荼羅）

慈心院 東山区清水一丁目
- 木造毘沙門天立像 - 清水寺の項を参照。

両足院 東山区大和大路四条下る四丁目小松町
- 紙本墨画三教図 伝如拙筆

霊洞院 東山区大和大路四条下る四丁目小松町
- 紙本淡彩琴棋書画図 海北友松筆 六曲一双
- 伏見天皇宸翰読漢書詩
- 福成寺規式（建武五年八月六日）

禅居庵 東山区大和大路四条下る四丁目小松町
- 紙本墨画松竹梅図 海北友松筆 12面

大中院 東山区大和大路四条下る四丁目小松町
- 絹本著色闡提正具像

霊源院 東山区大和大路四条下る四丁目小松町
- 木造中巌円月坐像

 六道珍皇寺  東山区松原通東大路西入小松町　
- 木造薬師如来坐像

慈芳院 東山区東大路通五条下る西入慈法院庵町
- 紙本著色山中長俊像
- 紙本墨画竜虎図 六曲一双 単庵智伝筆

 方広寺  東山区大和大路通七条上る茶屋町　
- 梵鐘 慶長十九年銘

宝生院 東山区渋谷通東大路東入三丁目瓦役町
- 木造毘沙門天立像

養源院 東山区三十三間堂廻り町
- 金地着色松図（襖8面、戸襖4面）12面、俵屋宗達筆
- 着色杉戸絵（表獅子・裏波に麒麟図、表獅子・裏白象図）4枚（8面）、俵屋宗達

戒光寺 東山区泉涌寺山内町
- 木造釈迦如来立像
- 木造浄業坐像

 即成院  東山区泉涌寺山内町　
- 木造阿弥陀如来二十五菩薩像 26躯

来迎院 東山区泉涌寺山内町
- 木造荒神坐像
- 木造護法神立像 5躯

 雲龍院  東山区泉涌寺山内町　
- 絹本著色後円融院像 土佐光信筆 後土御門天皇賛

泉涌寺・雲龍院（共有）東山区泉涌寺山内町　
- 法華経（開結共） 10巻 巻八に後奈良天皇の跋あり

栗棘庵 東山区本町十五丁目
- 紙本白描白雲恵暁像
- 紙本墨画出山釈迦図（一）・梅花図（二）3幅
- 聖一国師印信 3巻
- 宋拓輿地図 2幅
- 木印「白雲」「隠谷」「恵曉」

龍吟庵 東山区本町十五丁目
- 木造大明国師坐像（附 像内納入品）
- 銅無関禅師骨蔵器 1合（正応四年十二月十二日在銘）・石櫃 1合 龍吟庵庫裏北側出土（附：無関禅師墓納置品）

霊源院 東山区本町十五丁目
- 絹本著色在先和尚像 明兆筆
- 松山集（2冊）・北越吟（1冊）・海蔵和尚紀年録（1冊）

退耕庵 東山区本町十五丁目
- 絹本著色性海和尚像
- 永明智覚寿禅師垂誡 性海筆 2幅
- 聖一国師忌斎幹縁疏 性海筆

海蔵院 東山区本町十五丁目
- 絹本著色虎関和尚像
- 楞伽禅寺私記

同聚院 東山区本町十五丁目
- 木造不動明王坐像

桂昌院 東山区本町十五丁目
- 絹本著色双峰国師像

願成寺 東山区本町十五丁目
- 絹本著色仏通禅師像
- 癡兀大恵墨蹟

永明院 東山区本町十五丁目
- 絹本著色円鑑禅師像 明兆筆
- 木造円鑑禅師坐像・木造釈迦如来坐像（元亨四年性慶作）・木心塑造大道和尚坐像（附:像内納入品）
- 大道一以墨蹟 4巻 附1巻

正覚庵 東山区本町十五丁目
- 絹本著色山叟恵雲像（附 絹本著色山叟恵雲像）

光明院 東山区本町十五丁目
- 固山一鞏墨蹟

 法性寺  東山区本町十六丁目　
- ○木造千手観音立像

安祥寺 山科区御陵平林町
- ○木造五智如来坐像
- 木造十一面観音立像

 御香宮神社  伏見区御香宮門前町　
- 金熨斗付太刀

龍谷大学 伏見区深草塚本町
- ○類聚古集 16帖
- 李柏尺牘稿
- 念仏式

瑞光寺 伏見区深草坊町
- 南蛮人蒔絵交椅
- 大般若経 巻第二百四十六（長屋王願経）

真宗院 伏見区深草真宗院山町
- 不空羂索神変真言経 巻第十七

藤森神社 伏見区深草鳥居崎町
- 木造狛犬
- 紫糸威鎧 大袖付（附 阿古陀形二十八間筋兜、大立挙臑当残欠）

仏国寺 伏見区深草大亀谷古御香町
- 高泉和尚銅碑（附 碑銘草本 近衛家熙筆2幅）

 大善寺  伏見区桃山町西町　
- 木造地蔵菩薩立像

北向山不動院 伏見区竹田浄菩提院町
- 木造不動明王坐像 康助作

 三宝院  伏見区醍醐東大路町　
- 三宝院障壁画 72面

善願寺 伏見区醍醐南里町
- 木造地蔵菩薩坐像

大通寺 南区西九条比永城町
- 絹本著色善女竜王像
- 醍醐雑事記 巻第九、第十 2巻

 天寧寺  北区寺町通鞍馬口下る天寧寺門前町　
- 絹本墨画馬祖龐居士問答図 愚極智慧賛
- 銹絵水仙文茶碗 仁清作

 等持院  北区等持院北町　
- 紙本淡彩等持寺絵図

真宗大谷学園 北区小山上総町（大谷大学博物館保管）（法人所在地は京都市下京区烏丸通七条上る常葉町）
- 春記 長久二年二月
- 宋拓信行禅師興教碑
- 宋拓化度寺僧邕禅師舎利塔銘
- 判比量論残巻
- 高野雑筆集 2帖 承安元年書写奥書
- 三教指帰注集 長承二年、同三年厳寛書写移点奥書 4帖
- 選択本願念仏集
- 湯浅景基寄進状 寛喜三年四月日
- 慈鎮和尚伝 正応二年書写奥書
- 後白河院庁下文 永暦元年五月五日

養徳院 北区紫野大徳寺町
- 紙本淡彩達磨・臨済・徳山像 伝蛇足筆 3幅
- 絹本著色足利満詮像 足利義持賛

玉林院 北区紫野大徳寺町　
- 絹本著色釈迦如来像

興臨院  北区紫野大徳寺町　
- 椿尾長鳥模様堆朱盆

三玄院 北区紫野大徳寺町
- 絹本著色大宝円鑑国師像

正受院 北区紫野大徳寺町
- 金剛般若経 後奈良天皇宸翰

 総見院  北区紫野大徳寺町　
- 木造織田信長坐像 天正十一年康清作

玉林院 北区紫野大徳寺町
- 絹本著色釈迦如来像

徳禅寺 北区紫野大徳寺町
- 大燈国師墨蹟 与徹翁付嘱状
- 大燈国師墨蹟 徹翁字号
- 徳禅寺法度
- 徹翁義亨墨蹟 遺誡幷遺偈 2幅

 龍源院 　北区紫野大徳寺町　
- 木造釈迦如来坐像

聚光院 北区紫野大徳寺町
- ○方丈障壁画
  - 紙本墨画花鳥図襖貼付16面（室中）
  - 紙本墨画淡彩琴棋書画図襖貼付8面（上二之間）
  - 紙本墨画瀟湘八景図襖貼付8面（下二之間）
  - 紙本墨画竹虎遊猿図壁貼付2面、襖貼付4面（下一之間）
  - 附紙本墨画蓮鷺藻魚図仏壇小襖貼付8面（仏間）
- 絹本著色三好長慶像永禄九年宗賛

芳春院 北区紫野大徳寺町
- 絹本著色多賀高忠像（享徳元年九月日養叟賛）
- 大燈国師墨跡（二行書）

孤篷庵 北区紫野大徳寺町
- ○井戸茶碗 銘喜左衛門
- 大燈国師墨蹟

 今宮神社  北区紫野今宮町　
- 線刻四面仏石 天治二年銘（考古資料）

金蓮寺 北区鷹峯藤林町
- 絹本著色阿弥陀如来像[3][4]

遣迎院 北区鷹峯光悦町
- 木造阿弥陀如来立像（快慶作）・釈迦如来立像
- 紙本阿弥陀如来摺仏等 68枚

賀茂別雷神社 北区上賀茂本山
- 賀茂神主経久記 6帖
- 賀茂別雷神社文書（13,639通）41巻、3168冊、113帖、2幅、82鋪、9864通、2枚（附 文書箱24合）

賀茂県主同族会 北区上賀茂本山 賀茂別雷神社内
- 賀茂禰宜神主系図（凡例並目録共）16巻

法人　
- ○伝藤原行成筆仮名消息
- 後伏見天皇宸翰消息（文保元年八月二日）
- 後伏見天皇宸翰願文（元弘元年八月廿六日）
- 光厳院宸翰置文（康永二年四月十三日）
- 崇光院宸翰消息（十一月二日）
- 後光厳院宸翰消息（5通）1巻
- 後奈良天皇宸翰消息（山科三位宛）
- 後花園天皇宸翰御製詩

個人
- 無爾可宣墨蹟 与明知客偈咸淳戊辰夏孟下澣
- 臨時祭試楽調楽 藤原定家筆
- 継印持戒立願文

個人
- 紙本著色三十六歌仙切（素性）佐竹家伝来[7]
- 仮名法華経 巻第三（所在不明）

個人
- 紙本著色海北友松夫妻像 海北友雪筆 享保九年賛 （附 朴大根尺牘（万暦三十六年））

個人
- 従二位藤原親子歌合（所在不明）

個人
- 紙本金地著色雪汀水禽図 六曲一双 狩野山雪筆

個人
- ○真草千字文

個人
- ○源氏物語奥入

個人
- 和漢朗詠註略抄 2帖

個人
- 金葉和歌集（三奏本）

個人
- 文筆眼心抄
- 南番文字

個人
- 近衛兼経消息（廿四日）
- 九条道家願文 慈円筆
- 後深草天皇宸翰消息（五月廿五日）
- 後光厳院消息
- 古今和歌集 巻第十八断簡（高野切、貞観御時に）

個人
- 陳書列伝 巻第十二（所在不明）
- 左経記（万寿二年秋冬、長元七年秋冬、同八年春夏）3巻（所在不明）

個人
- 後陽成天皇宸翰消息（閏七月十七日青蓮院宛）

個人
- 小大君集（所在不明）

個人
- 木造獅子・象（文殊菩薩・普賢菩薩像台座）
- 石造浮彫三尊仏龕 開元十二年銘
- 州浜鵜螺鈿硯箱
- 寂蓮筆熊野懐紙 山川水鳥 旅宿埋火
- 子元祖元高峰顕日問答語
- 類聚歌合 巻第七残巻

個人
- 明月記 寛喜二年秋（1985年盗難）

個人
- 九条良経消息案（10通）

個人
- 木造十一面観音立像（1936年指定）

個人
- 藍韋威肩赤胴丸 大袖付（1957年指定）
- 色々威腹巻 大袖付（1959年指定）

個人
- 後伏見天皇宸翰消息（5通）1巻

個人
- 染分風景花卉文様縫箔小袖

個人
- 福井家京枡座関係資料

個人
- 源氏物語系図

法人
- 大字法華経授記品

法人　
- 法隆寺金堂壁画写真原板 83枚

個人
- 紙本著色華厳五十五所絵巻
- 絹本著色竹渓訪隠図 与謝蕪村筆
- ○王勃集 巻第二十八
- ○法華経 巻第八（運慶願経）
- 三国志 呉志第十二残巻
- 白氏文集 巻第四 建保四年書写奥書
- 不空三蔵表制集 巻第二、第四（石山寺本）
- 文選集注 巻第四十八残巻
- 文選弁命論
- 文選 巻第一
- 古文孝経残巻
- 毛詩小雅残巻
- 注千字文
- 古今集 巻下（寂恵本）
- 和謌色葉集残巻 1帖1巻

個人
- 紙本金地著色四条河原遊楽図 二曲一隻
- 寸松庵色紙（わかきつる）
- 継色紙（あしひきの）

## 京都府（京都市を除く）

### 一覧 (1)
複数の重要文化財を有する社寺、博物館等で、ウィキペディア日本語版に記事があり、かつ、記事中に当該社寺、博物館等所有の文化財一覧が含まれているものについては、本欄に記載する。
以下の社寺、博物館等が所蔵する重要文化財については、リンク先の当該社寺、博物館等の項目を参照のこと。
安国寺、石清水八幡宮、海住山寺、籠神社、金剛院、金剛寺、金剛心院、地蔵院、酬恩庵、正法寺、浄瑠璃寺、禅定寺、智恩寺、成相寺、平等院、宝積寺、放生院、松尾寺、萬福寺、三室戸寺

### 一覧 (2)
一覧 (1) に記載した以外の社寺等所有の文化財については本欄に記載する。
 宇治上神社  宇治市宇治山田　
- 本殿扉絵（板絵著色）4面

 宇治神社  宇治市宇治山田　
- 木造菟道稚郎子命坐像

宝蔵院 宇治市五ケ庄三番割
- 鉄眼版一切経版木 48275枚

西導寺 宇治市五ケ庄大林
- 木造薬師如来坐像
- 木造毘沙門天立像

能化院 宇治市木幡中村
- 木造地蔵菩薩坐像

白山神社 宇治市白川娑婆山
- 木造伊邪那美尊坐像
- 木造十一面観音立像

許波多神社 宇治市五ケ庄古川
- 鉄宝相華孔雀銅象嵌半舌鐙 一双（附:鉄舌長鐙一双）

称名寺 宇治市東笠取
- 梵鐘 承元四年銘

 向日神社  向日市向日町北山　
- 日本書紀神代紀下巻

 南真経寺・北真経寺 （共有）　向日市鶏冠井町大極殿・向日市鶏冠井町御屋敷　
- 尊性法親王消息飜摺法華経 開結共10巻

 光明寺  長岡京市粟生西条ノ内
- 絹本著色二河白道図
- 絹本著色四十九化仏阿弥陀来迎図
- 木造千手観音立像

 乙訓寺  長岡京市今里　
- 木造毘沙門天立像

勝龍寺 長岡京市勝竜寺
- 木造十一面観音立像

 離宮八幡宮  乙訓郡大山崎町大山崎西谷　
- 大山崎離宮八幡宮文書 24巻、1冊、1鋪、52通（附：漆塗文書箱2合）

 大念寺  乙訓郡大山崎町大山崎上ノ田　
- 木造阿弥陀如来立像（附:像内納入品）

称名寺 久世郡久御山町佐古
- 木造薬師如来坐像

法園寺 八幡市八幡源氏垣外
- 木造釈迦如来坐像 正平十六年院全作銘
- 消息料紙墨書法華経8巻、紙本墨書法華経 行清筆8巻、紙本墨書梵網経 上下2巻、紙本墨書文永四年行清奉納目録並ニ再興文書8通（釈迦如来像納入品、彫刻部門の指定）

寿徳院 八幡市八幡山路
- 木造阿弥陀如来立像
- 紙本墨書筑前国守庁宣写（建治元年十月廿六日）1通、紙本墨書仮名消息、詠草、夢記13通（阿弥陀如来像納入品、彫刻部門の指定）

薬薗寺 八幡市八幡森垣内
- 木造薬師如来立像

円福寺 八幡市八幡福禄谷
- 木造達磨大師坐像
- 大般若経 577帖 附:版本23帖

 神応寺  八幡市八幡西高坊　
- 木造行教律師坐像

城陽市
- 京都府芝ヶ原古墳出土品

極楽寺 城陽市富野南垣内
- 木造阿弥陀如来立像（附:像内納入品）

阿弥陀寺 城陽市枇杷庄大堀
- 木造薬師如来立像

 観音寺  京田辺市普賢寺　
- ○木心乾漆十一面観音立像

寿宝寺 京田辺市三山木
- 木造千手観音立像

 正寿院  綴喜郡宇治田原町奥山田川上　
- 木造不動明王坐像

 蟹満寺  木津川市山城町綺田
- ○銅造釈迦如来坐像

神童寺 木津川市山城町神童子
- 木造愛染明王坐像
- 木造不動明王立像
- 木造阿弥陀如来坐像
- 木造毘沙門天立像
- 木造日光月光菩薩立像
- 木造伎楽面

大智寺 木津川市木津雲村
- 木造十一面観音立像
- 木造文殊菩薩坐像

高田寺 木津川市加茂町高田奥畑
- 木造薬師如来坐像

岩船寺 木津川市加茂町岩船
- 木造阿弥陀如来坐像 天慶九年銘
- 厨子入木造普賢菩薩騎象像

 常念寺  木津川市加茂町里小田　
- 絹本著色仏涅槃図（附：寛正三年六月施入旧裏書）

法泉寺 木津川市相楽才ノ神
- 木造十一面観音立像

西明寺 木津川市加茂町大野
- 木造薬師如来坐像

現光寺 木津川市加茂町北
- 木造十一面観音坐像

常念寺 相楽郡精華町祝園
- 木造菩薩形立像

若王寺 相楽郡精華町下狛
- 木造智証大師坐像

笠置寺 相楽郡笠置町笠置笠置山
- 梵鐘 建久七年銘
- 地蔵講式・弥勒講式 貞慶筆

法明寺 相楽郡笠置町上有市
- 木造釈迦如来立像
- 木造吉祥天立像
- 木造増長天立像

薬師寺 相楽郡和束町原山
- 木造薬師如来坐像

金胎寺 相楽郡和束町原山
- 木造弥勒菩薩坐像
- 銭弘俶八万四千塔

春光寺 相楽郡南山城村北大河原
- 木造薬師如来立像

眞輪院 相楽郡南山城村大字南大河原
- 絹本著色両界曼荼羅図

穴太寺  亀岡市曽我部町穴太東辻
- 木造聖観音立像

法常寺　亀岡市畑野町千ヶ畑
- 後水尾天皇宸翰・一糸和尚山居詩並御次韻和歌

宝林寺　亀岡市宮前町神前狭間
- 木造薬師如来坐像
- 木造阿弥陀如来坐像
- 木造釈迦如来坐像

金輪寺　亀岡市宮前町宮川
- 絹本著色仏涅槃図

極楽寺　亀岡市千歳町千歳
- 木造十一面観音立像

丹波国分寺　亀岡市千歳町国分桜久保
- 木造薬師如来坐像

出雲大神宮　亀岡市千歳町千歳出雲
- 木造男神坐像 2躯（附:木造男神坐像1躯）

神蔵寺　亀岡市稗田野町佐伯岩谷ノ内院ノ芝
- 木造薬師如来坐像

千手寺　亀岡市薭田野町鹿谷大タワ
- 法華経（藍紙本）7巻

南丹市 南丹市立文化博物館保管
- 京都府垣内古墳出土品

西乗寺　南丹市美山町下平屋上ノ山
- 木造阿弥陀如来及両脇侍坐像

大福光寺 船井郡京丹波町下山岩ノ上
- 方丈記
- 玉篇 巻第廿四断簡

医王寺　綾部市梅迫町内谷岡ノ段
- 木造阿弥陀如来坐像 元亨元年堯円作銘

正暦寺 綾部市寺町
- 絹本著色仏涅槃図

岩王寺 綾部市七百石町寺ノ段
- 髹漆卓

 楞厳寺  綾部市舘町　
- 絹本著色不動明王像（1911年頃盗難）

 光明寺  綾部市睦寄町君尾　
- 木造金剛力士立像 2軀[6]

興禅寺 舞鶴市多門院
- 木造毘沙門天立像

 多禰寺  舞鶴市多祢寺　
- 木造金剛力士立像

円隆寺 舞鶴市引土
- 木造阿弥陀如来坐像・薬師如来坐像・釈迦如来坐像
- 木造不動明王立像・毘沙門天立像

福知山市
- 京都府広峯十五号墳出土品

天寧寺 福知山市大呂
- 絹本著色十六羅漢像
- 絹本著色即休契了像

宮垣区 福知山市夜久野町直見字宮垣（管理団体：浄念寺）
- 木造釈迦如来坐像

妙立寺 宮津市中野
- 髹漆厨子

国分寺 宮津市国分
- 丹後国分寺再興縁起（附：丹後国分寺再興縁起写）

禅海寺 宮津市日置
- 木造阿弥陀如来及両脇侍像
- 木造千手観音立像

宮津海陸運輸 宮津市須津（与謝野町（加悦鉄道資料館）へ譲渡予定）
- 一二三号機関車 1873年英国製（附：機関車台帳2冊）

八幡神社 与謝郡与謝野町四辻
- 石灯籠 永和四年銘

梅林寺 与謝郡与謝野町三河内
- 袈裟襷文銅鐸 京都府与謝郡三河内村比丘尼城出土

与謝野町
- 京都府大風呂南一号墓出土品（弥生時代）（京都府立丹後歴史民俗資料館保管）

板列八幡神社 与謝郡与謝野町男山
- 木造女神坐像 2躯

浦嶋神社（宇良神社） 与謝郡伊根町本庄浜
- 紙本著色浦島明神縁起
- 刺繍桐桜土筆文肩裾小袖

京丹後市
- 丹後湯舟坂二号墳出土品
- 方格規矩四神鏡 青龍三年銘 京都府大田南五号墳出土（附：鉄刀1口、土師器残欠16箇分）

 大宮売神社  京丹後市大宮町周枳　
- 石燈籠 2基 うち1基徳治二年銘

縁城寺 京丹後市峰山町橋木
- 木造千手観音立像

円頓寺 京丹後市久美浜町円頓寺
- 木造薬師如来及両脇侍像

個人
- ○海部氏系図

個人
- 後光厳天皇宸翰書状 2通

個人
- 古今和歌集 巻下（片仮名本）

個人
- 紙本著色法然上人絵伝（弘願本）3巻

個人
- 紙本著色十二類絵巻 3巻

## 補遺
所有者不明物件等
青蓮院旧蔵 （旧所在：東山区粟田口三条坊町）
- 伏見天皇宸翰御歌集断簡（広沢切）
- 涅槃経集解 巻第七十一残巻

個人（旧蔵）
- 世継物語 巻第廿七、第廿八 1帖

1940年盗難
個人（旧蔵）
- 飛青磁花生（1935年指定）

本物件は『指定文化財総合目録 昭和43年版（美術工芸品篇）』に所有者不明とあり。

## 関連文献
- 文部省宗教局保存課編・刊行『国宝（宝物類）目録』、1940（参照：）
- 文化財保護委員会編・刊行『重要文化財目録 美術工芸品』、1952
- 文化財保護委員会編・刊行『指定文化財総合目録 昭和33年版（美術工芸品篇）』、1958
- 文化財保護委員会編・刊行『指定文化財総合目録 昭和43年版（美術工芸品篇）』、1968
- 文化庁編『国宝・重要文化財総合目録（美術工芸品篇）』、1980、第一法規
- 文化庁監修『重要文化財』（全31巻別巻2巻）、毎日新聞社、1972-1982
- 文化庁監修『国宝・重要文化財大全』（全12巻別巻1巻）、毎日新聞社、1997-2000